# 太仆寺旗文物保护单位
太仆寺旗文物保护单位，是中国内蒙古自治区锡林郭勒盟太仆寺旗的旗级文物保护单位。

## 第一批
1. 宝日浩特城址
2. 重光墓
3. 乌日特敖包城址
4. 呼隆敦庙遗址
5. 玛拉盖庙遗址
6. 太仆寺左翼旗衙门
7. 太仆寺左翼旗日式西医医院
8. 大敖包山解放战争战场遗址
9. 光林山战斗遗址及光林山烈士墓
10. 七号天主教堂及女校

## 第二批
1. 哈夏图皇家马厩遗址
2. 烈士陵园
3. 五旗敖包总管宅院遗址
4. 五间房城址
5. 莫日其克日军军马场遗址
6. 干沟墓群
7. 吉林乌苏城址
8. 瓦斯衙门遗址
9. 宏大解放军军营旧址
10. 马蹄沟城址